# 離散家族
離散家族（りさんかぞく）は、朝鮮半島内で起きている社会問題である。朝鮮半島の南北分断の結果、大韓民国（韓国）と朝鮮民主主義人民共和国（北朝鮮）との間で離れ離れになってしまった家族を指す。

## 概説
第二次世界大戦終結後に、朝鮮半島は日本の統治下から脱する事が決まったが、同時に連合国の政策で連合国軍の軍事占領下に置かれることが決められ、北緯38度線を境界として南側はアメリカ軍が、北側はソビエト連邦軍が占領統治することになった。これが朝鮮半島の南北分断の始まりである。
当初は38度線の間は問題なく往来可能であったが、冷戦下、南北ともそれぞれアメリカ、ソ連の強い影響下で新しい国作りが始まり、南北は歩み寄るどころか対立を深めていった。そのような中、1946年5月23日、38度線を越えて朝鮮人が往来することが禁止された。これが離散家族問題の発端である。
結局、1948年には大韓民国（韓国）と朝鮮民主主義人民共和国（北朝鮮）が成立し、それぞれ朝鮮半島の正統政権を主張する2つの国が出来てしまった。さらに1950年6月25日、北朝鮮の韓国侵攻をきっかけに朝鮮戦争が勃発し、戦況の一進一退や避難などに伴う家族離散も多発。3年余り続いた戦争は1953年7月27日の休戦協定により停止するも、南北の分断は決定的となり、1000万人とも言われる多くの家族が南北間で離れ離れになってしまった。また休戦時に、国軍捕虜という離散家族問題が発生している。これは休戦協定発効後60日以内に、「収容中の捕虜の中で送還を希望する捕虜全員を送還する」と決められていたのにもかかわらず、北朝鮮側が韓国側に送還すべき捕虜の一部を返さなかったとされる問題である。
再会事業は第1、2、3回まではソウル・平壌で同時に交換する方式がされていた。しかし、北朝鮮側の家族が韓国ソウルを訪問して南北の格差を知って動揺したり、北側離散家族が北朝鮮帰還後に南側について家族・親戚に話すなどの事態が起きたことなどから、再会事業は北朝鮮国内で行った後に再教育しなおす方法が取られている。

### 南北対立と新離散家族の発生
朝鮮戦争後も韓国と北朝鮮との厳しい対立は続いた。その対立の中で、南北分断開始から朝鮮戦争にかけて発生した数と比べると少ないものの、新たな離散家族問題が発生し続けた。1964年、東京オリンピックの北朝鮮選手団（開催直前に不参加）の辛金丹選手が韓国から来た実父と再会した。1971年には日本に滞在していた北朝鮮のオリンピック選手の韓弼花が韓国在住の実兄と国際電話で再会、1990年には札幌で開催されたアジア冬季競技大会で実兄と対面を果たしている。1972年の南北共同声明の後に開始された南北赤十字会談では離散家族の身元確認を迅速に行い、再会を進めていくことについて話し合われた。しかし南北の意見の差は大きく、全く話し合いはまとまらないうちに翌1973年には南北赤十字会談は中断してしまった。
その後も南北間は断続的に対話を続けてきたが、1985年9月20 - 23日に「南北離散家族故郷訪問・芸術団公演」という形で、初めて離散家族の再会が実現した。これは南北双方の赤十字社総裁の引率のもと、離散家族と芸術団が板門店を経由してソウルと平壌を相互訪問するという内容であった。しかしその後に大韓航空機爆破事件などが発生し、南北関係も冷え込む時期が続いたために訪問は一回だけのものに終わった。本人の自由意志で韓国から北朝鮮へ、そして北朝鮮から韓国へ向かう人が現れた。例えば北朝鮮の天道教青友党の第3代委員長を務めた柳美英などが挙げられる。柳美英は韓国の元外相である夫の崔徳新とともに韓国から北朝鮮に向かい、2000年に行われた第1回離散家族再会で北朝鮮側の代表として韓国に残してきた家族と再会した。
1998年、大統領に就任した金大中は南北融和を唱えて太陽政策を推し進めた。そのような中、2000年6月には平壌で金正日と南北首脳会談を行い、南北共同宣言を発表した。宣言には離散家族の再会を進めることが挙げられており、2000年8月、第1回の離散家族再会がソウルと平壌で行われることになった。そしてより深刻な問題として北朝鮮による拉致によって連れ去られた韓国人の存在がある。代表的な事件としては大韓航空機YS-11ハイジャック事件がある。この事件の被害者のうち、11名の乗員・乗客は北朝鮮に抑留されたまま韓国に帰ってくることがなく、客室乗務員のうちの一名が2001年の第3回離散家族再会で母親と再会した。また、1987年に黄海で操業中に北朝鮮側に拉致された漁船トンジン号の乗組員も、第2回、第8回、第9回、第12回、第13回の離散家族再会で韓国側家族と再会をした。2006年6月の第14回離散家族再会では、1978年8月に拉致された韓国人で、日本人拉致被害者の元夫である人物が母と姉に再会したことが話題となった。
また最近の北朝鮮経済の深刻化は多くの脱北者を生み出しており、今後新たな離散家族問題として浮上してくるものと考えられている。
前述の国軍捕虜問題や北朝鮮による拉致被害者を離散家族問題として一括りにすることについては、韓国国内でも批判が集まっているが、対北朝鮮宥和政策である太陽政策を進めている現在の韓国政府は特に問題視はしておらず、離散家族再会でも他の離散家族と同じような形で家族との再会を果たしている。一方、北朝鮮側は国軍捕虜と拉致被害による離散家族問題の発生を現在も否定しており、あくまで本人の自由意志や事故で北朝鮮へ渡ったものと主張している。
2000年8月以降、離散家族再会は定期的に行われている。離散家族再会は韓国側、北朝鮮側がそれぞれ選抜した候補者リストを交換し、親族の安否確認の上で面会者を決定する方式をとっている。韓国側の場合希望者が多く、コンピューター抽選でまず参加者の3倍程度の候補者を選抜し、その中から健康状態などを考慮して候補者リストに載せる離散家族を決定している。
2001年2月の第3回までは離散家族がソウルと平壌を相互訪問する形で行われてきたが、2002年4月 - 5月にかけて行われた第4回離散家族再会以降、韓国の現代グループが観光事業を行っている北朝鮮の金剛山で実施されるようになった。金剛山では現在、離散家族の常設面会場の建設が進められており、離散家族再会事業の定例化と常設面会場の建設は韓国と北朝鮮との融和の象徴として評価されている。
しかし離散家族再会事業でも時々南北間のトラブルが発生する。2005年11月に行われた第12回離散家族再会では、北朝鮮に拉致されたトンジン号の乗組員が韓国側の家族と再会したが、その際に拉致被害者が親族と再会したと報道した韓国側報道陣に対して北朝鮮側が放送の送信や取材を阻止するなどといった行為に出た。同じようなトラブルが2006年3月の第13回離散家族再会でも発生し、このときは韓国側取材陣が抗議のため取材を中断して韓国へ撤収する事態となった。
また2005年8月からは、映像中継による離散家族の再会が行われるようになった。これは韓国と北朝鮮の会場を光ケーブルで結び、映像を見ながら離散家族同士の対面を行うという方法で行われている。実際に親族に会えるわけではないという問題はあるが、離散家族再会は金剛山まで行かねばならず高齢の離散家族には負担が大きい点と、一回で多くの離散家族の顔合わせが可能であることから最近はこの方法もよく実施されている。
2006年7月の北朝鮮によるミサイル発射後に行われた第19回南北閣僚級会談の席で、北朝鮮側が要求した米と肥料の支援を凍結したとして、朝鮮赤十字社が7月19日に中止を通告した。この結果、金剛山で進められてきた離散家族面会場の建設も中断されることになった。これはミサイル問題で北朝鮮に対する国際的非難が高まる中、韓国政府を揺さぶる意図があると見られるが、人道問題であるべき離散家族再会事業をこのように露骨に政治利用をするやり方に、韓国国内でも非難が高まっている。
2007年に入り、韓国と北朝鮮との関係がやや好転し、3月初めの第20回南北閣僚級会談の結果、離散家族再会事業が再開されることになった。そして3月末には映像再会が復活し、5月には離散家族再会が11か月ぶりに金剛山で実施された。
2019年には、2018年の離散家族面会場所にも使われていた金剛山内の韓国施設を撤去することが決まった。

### 総数
韓国で離散家族として登録している人数は2024年12月末時点で13万4,291人、内存命者が3万6911人。

## 年表
- 1945年8月14日 - アメリカ合衆国が日本降伏後の朝鮮を米ソで分割占領することをソビエト連邦に通告
- 1945年8月15日 - 日本のポツダム宣言受諾により朝鮮の日本統治離脱が決定的となる
- 1945年9月9日 - 朝鮮総督府の降伏にともない、38度線を境として米ソが朝鮮の分割占領を開始
- 1946年5月23日 - 38度線の無断越境が禁止される
- 1948年8月15日 - 大韓民国（韓国）建国
- 1948年9月9日 - 朝鮮民主主義人民共和国（北朝鮮）建国
- 1950年6月25日 - 朝鮮戦争勃発
- 1953年7月27日 - 朝鮮戦争休戦
- 1971年8月12日 - 韓国の赤十字社、離散家族探しを北朝鮮側に申し入れる
- 1972年7月4日 - 南北共同声明発表され、南北対話が開始される
- 1972年8月29日 - 離散家族問題を主要テーマとした南北赤十字会談が開始される
- 1973年8月28日 - 北朝鮮、南北赤十字会談の中断を発表、その後離散家族問題の協議は停滞する
- 1985年5月27日 - 南北赤十字会談が12年ぶりに再開され、離散家族再会を実施することで合意
- 1985年9月20日 - 南北離散家族相互訪問が初めて実現した
- 1986年1月20日 - 北朝鮮側が再び南北赤十字会談の中断を発表、再び離散家族問題の協議は停滞する
- 1989年11月 - 南北赤十字間で第二回離散家族再会を実現することで合意するも、翌年決裂
- 1998年2月25日 - 金大中大統領就任、対北朝鮮宥和政策「太陽政策」を開始
- 2000年6月13日から15日 - 南北首脳会談開催、離散家族再会の推進で合意
- 2000年6月30日 - 金剛山で行われた南北赤十字会談で離散家族訪問団の南北相互訪問で合意
- 2000年8月15日から18日 - 第1回離散家族再会（ソウル・平壌）[13][14]
- 2000年11月30日から12月2日 - 第2回離散家族再会（ソウル・平壌）
- 2001年2月26日から28日 - 第3回離散家族再会（ソウル・平壌）
- 2002年4月28日から5月2日 - 第4回離散家族再会（金剛山）、第4回以降、離散家族再会は金剛山で行われるのが恒例となる
- 2002年9月13日から18日 - 第5回離散家族再会（金剛山）
- 2003年2月20日から25日 - 第6回離散家族再会（金剛山）
- 2003年6月27日から7月2日 - 第7回離散家族再会（金剛山）
- 2003年9月20日から25日 - 第8回離散家族再会（金剛山）
- 2004年3月29日から4月3日 - 第9回離散家族再会（金剛山）
- 2004年7月11日から16日 - 第10回離散家族再会（金剛山）
- 2005年8月15日 - 初の離散家族映像再会が行われる
- 2005年8月26日から31日 - 第11回離散家族再会（金剛山）
- 2005年8月31日 - 金剛山で離散家族の面会場が着工される
- 2005年11月5日から10日 - 第12回離散家族再会（金剛山）
- 2005年11月24日から25日 - 第2回離散家族映像再会
- 2005年12月8日から9日 - 第3回離散家族映像再会
- 2006年2月27日から28日 - 第4回離散家族映像再会
- 2006年3月20日から25日 - 第13回離散家族再会（金剛山）
- 2006年6月19日から30日 - 第14回離散家族再会（金剛山）
- 2006年7月19日 - 北朝鮮の朝鮮赤十字社、離散家族再会事業の中止を通告
- 2007年2月27日 - 3月2日 - 第20回南北閣僚級会談の結果、離散家族再会事業を再開することになる
- 2007年3月21日 - 金剛山で離散家族面会場の工事が再開される
- 2007年3月27日から29日 - 第5回離散家族映像再会
- 2007年5月9日から14日 - 第15回離散家族再会（金剛山）

## 北朝鮮による再会家族への再教育と没収
北朝鮮は「金剛山での再会行事」にこだわってきた。北朝鮮は再会事業終了後、韓国側家族と再会した者を解放せず、平壌に合宿させて思想教育させていることが判明している。脱北者によると、思想教育は主に再会事業最中に自己に表れた問題点などを反省する「自己批判」が中心だと語られている。韓国側の家族と交わした対話内容を振り返って北朝鮮当局に提出し、韓国側の家族から受け取ったお金や贈り物を申告して朝鮮労働党に渡すことが義務付けられている。北朝鮮側の離散事業参加者にとって「飴玉一つ申告し忘れたら」命に関わるため、北朝鮮当局に受け取ったモノを差し出さざるをえない状況となっている。
北朝鮮は第1回から3回まではソウル・平壌同時交換方式を許していたが、韓国ソウルの一流ホテルに宿泊し、ソウル市内の主要施設を参観した北側離散家族が、北朝鮮帰還後に北朝鮮国内の家族・親戚にソウルの様子を話してしまうことで、韓国など西側世界の発展と北朝鮮の遅れが国民に広まってしまうことをおそれ、以降は北朝鮮住民の韓国訪問を北朝鮮政府が制限している。